# حمام الطفل
حمام الطفل هي لوحة زيتية للفنانة الأمريكية ماري كاسات رسمتها في 1893.